# Nessaja
Nessaja ist ein Lied von Peter Maffay aus dem Konzeptalbum Tabaluga oder die Reise zur Vernunft (1983), das auch als Single ausgekoppelt wurde. Insbesondere wegen Maffays 1994 erfolgter Veröffentlichung einer Liveversion des Liedes als Single unter dem Titel Ich wollte nie erwachsen sein/Nessajas Lied wird das Lied mitunter auch mit Nessajas Lied oder der Refrainzeile Ich wollte nie erwachsen sein betitelt. Das Stück wurde zahlreich gecovert, darunter auch kommerziell erfolgreich durch Once Again (1995), Scooter (2002) oder auch das Rapprojekt 23 (Bushido & Sido) im Jahr 2011.

## Inhalt
Die Komposition zu Nessaja stammt von Maffay selbst, während der Text von Rolf Zuckowski verfasst wurde. Das Lied stellt auf dem Album die letzte Station des Drachen Tabaluga dar, bei der er der Schildkröte Nessaja begegnet. Diese erzählt ihm mit dem Lied, dass sie nie erwachsen sein wollte und immer auch im Herzen ein bisschen Kind geblieben ist.

## Titelliste der Single
Single (1983)
1. Nessaja – 4:10
2. Tabaluga – 2:22

Ich wollte nie erwachsen sein/Nessajas Lied (Live!) – Single (1994)
1. Ich wollte nie erwachsen sein/Nessajas Lied (Live!) – 3:50
2. Die Töne sind verklungen – 5:55

## Rezeption
Am 10. April 2023 wurde mit Nessaja in einer Sondersendung zum 40. Geburtstag von Tabaluga auf SAT.1 der Weltrekord für das "größte virtuell spielende Musikensemble" aufgestellt. Hierzu wurden Videobeiträge von 1.577 Musikern, die das Lied sangen oder auf einem Instrument spielten, zu einem Video zusammengeschnitten, welches im Rahmen der Show gezeigt wurde. Im Anschluss fand die Übergabe der Rekordurkunde durch das Rekord-Institut für Deutschland (RID) statt.

## Kommerzieller Erfolg

### Chartplatzierungen
Mit Nessaja konnte sich Maffay 1983 insgesamt 18 Wochen in den deutschen Single-Charts platzieren und erreichte über zwei Wochen mit Platz 17 seine Höchstplatzierung. Die 1994 veröffentlichte Live-Version des Liedes Ich wollte nie erwachsen sein/Nessajas Lied erreichte Platz 83 der deutschen Single-Charts und konnte sich insgesamt 7 Wochen in den Top 100 platzieren.
| ChartsChartplatzierungen | Höchstplatzierung | Wochen |
| ------------------------ | ----------------- | ------ |
| Deutschland (GfK)        | 17 (18 Wo.)       | 18     |

| ChartsChartplatzierungen | Höchstplatzierung | Wochen |
| ------------------------ | ----------------- | ------ |
| Deutschland (GfK)        | 83 (7 Wo.)        | 7      |

### Auszeichnungen für Musikverkäufe
| Land/Region        | Auszeichnungen für Musikverkäufe (Land/Region, Auszeichnung, Verkäufe) | Verkäufe |
| ------------------ | ---------------------------------------------------------------------- | -------- |
| Deutschland (BVMI) | Gold                                                                   | 250.000  |
| Insgesamt          | 1× Gold ·                                                              | 250.000  |

## Coverversionen

### Scooter-Version (2002)
Eine Trance-Version von Nessaja wurde von der Gruppe Scooter am 8. April 2002 als erste und einzige Single aus dem Live-Album Encore – Live & Direct veröffentlicht, auf welchem der Song den einzigen zuvor unveröffentlichten Scooter-Titel darstellte. Das Lied erreichte Platz 1 der deutschen Single-Charts und wurde in Deutschland und Norwegen mit einer Goldenen Schallplatte ausgezeichnet.

#### Titelliste
1. Nessaja – 3:28
2. Nessaja (Extended) – 5:18
3. Nessaja (The Ultimate Clubmix) – 7:08
4. Shortbread – 3:55

#### Kommerzieller Erfolg
In Deutschland hielt sich Nessaja insgesamt 3 Wochen auf Platz 1 der Single-Charts und erreichte in vielen anderen europäischen Ländern die Top 10. In Deutschland erhielt das Lied eine Goldene Schallplatte für mehr als 250.000 abgesetzte Einheiten. Bei der Echoverleihung 2003 wurde Nessaja in der Kategorie Nationaler Dance-Act ausgezeichnet.
Chartplatzierungen
| ChartsChartplatzierungen     | Höchstplatzierung | Wochen |
| ---------------------------- | ----------------- | ------ |
| Deutschland (GfK)            | 1 (14 Wo.)        | 14     |
| Österreich (Ö3)              | 2 (21 Wo.)        | 21     |
| Schweiz (IFPI)               | 7 (14 Wo.)        | 14     |
| Vereinigtes Königreich (OCC) | 4 (13 Wo.)        | 13     |

| ChartsJahrescharts (2002) | Platzierung |
| ------------------------- | ----------- |
| Deutschland (GfK)         | 18          |
| Österreich (Ö3)           | 24          |
| Schweiz (IFPI)            | 78          |

Auszeichnungen für Musikverkäufe

| Land/Region                  | Auszeichnungen für Musikverkäufe (Land/Region, Auszeichnung, Verkäufe) | Verkäufe |
| ---------------------------- | ---------------------------------------------------------------------- | -------- |
| Deutschland (BVMI)           | Gold                                                                   | 250.000  |
| Norwegen (IFPI)              | Gold                                                                   | 5.000    |
| Vereinigtes Königreich (BPI) | Gold                                                                   | 400.000  |
| Insgesamt                    | 3× Gold ·                                                              | 655.000  |

#### Verwendung in anderen Medien
Diese Version wurde auch für den Beginn des Films Brüno von Sacha Baron Cohen benutzt.

### Erwachsen sein (Version mit Bushido & Sido)
Im Jahr 2011 nahm Peter Maffay zusammen mit Bushido und Sido unter dem Titel Erwachsen sein eine weitere Version für deren Album 23 auf. Diese Version konnte sich in Deutschland und Österreich jeweils auf Platz 29 der Single-Charts platzieren.

#### Hintergrund
Sido und Bushido hatten auf Vorschlag Bushidos, welcher zuvor mit dem Titel Für immer jung bereits eine erfolgreiche Zusammenarbeit mit dem Schlagersänger Karel Gott hinter sich hatte, für die Arbeiten an 23 ohnehin vorgehabt, ein Lied aus Maffays Tabaluga-Musical zu vertonen. Nachdem die Rapper verschiedene andere Versionen ausprobiert hatten, fragte Bushido bei Maffay persönlich nach einer Zusammenarbeit für Erwachsen sein an, welcher der Sänger umgehend zustimmte. Erwachsen sein war ursprünglich dazu vorgesehen, eine stark beworbene Single zu werden. Bevor es jedoch zu entsprechenden Auftritten bei Fernsehshows wie Schlag den Raab kommen konnte, kam die Zusammenarbeit zwischen Maffay und Bushido & Sido jedoch wieder zum Erliegen.
Im Herbst 2011 war Bushido mit dem Bambi in der Kategorie Integration ausgezeichnet worden. Diese Auszeichnung wurde von verschiedenen Seiten wegen des Inhalts früherer Texte von Bushido stark kritisiert. Der Schlagersänger Heino gab infolgedessen seinen ihm 1990 verliehenen Bambi zurück. Maffay, der Bushido die Auszeichnung als Laudator übergeben hatte, stellte sich dabei in der öffentlichen Diskussion zunächst auf dessen Seite und appellierte an die Gesellschaft, dass Bushido von dieser eine „zweite Chance“ verdient habe.
Wenig später waren Bushido, Maffay und Sido in einer Ausgabe der ZDF-Show Markus Lanz zu Gast, die auf Grund einer hitzigen Diskussion der Gäste mit Lanz und der ebenfalls als Gast anwesenden Kabarettistin Gabi Decker über Bushidos und Sidos musikalische Vergangenheit und die Gewaltdarstellung des Musikvideos zu ihrer zuvor veröffentlichten Single So mach ich es für erhöhte mediale Aufmerksamkeit sorgte. Eine Woche später beendete Maffay daraufhin die Zusammenarbeit mit den beiden Rappern, da seinen Angaben zufolge insbesondere Bushido für die Zukunft auf Veröffentlichungen dieser Art nicht habe verzichten wollen.

#### Inhalt
Der von Peter Maffay gesungene Refrain des Original-Titels Nessaja wird in Erwachsen sein durch je eine gerappte Strophe Bushidos bzw. Sidos ergänzt, in der beide jeweils erklären, dass man auch im Älterwerden seine Jugendlichkeit nicht verlieren solle.

#### Produktion
Für die Produktion des Liedes zeigten sich neben Bushido und Sido selbst die Produzenten Beatzarre und Djorkaeff verantwortlich. Die Melodie des Liedes wurde dabei vom Breslauer Orchester, dirigiert von Joris Bartsch-Buhle eingespielt. Aufgenommen wurde das Lied in Kopenhagen.

#### Titelliste
Single
1. Erwachsen sein – 4:08
2. Erwachsen sein (Instrumental) – 4:08

#### Musikvideo
Das komplett in schwarz-weiß gehaltene Musikvideo zu Erwachsen sein zeigt Bushido vor brennenden Mülltonnen, Maffay auf einem Schiff und Sido in einem Hinterhof, dessen Wand mit dem Text seiner Strophe beschrieben ist, ihre jeweiligen Beiträge des Liedes vortragen. Alle drei Protagonisten begegnen sich während des Videos nicht, zum Ende des Videos werden Bushido und Sido allerdings gemeinsam im Split Screen gezeigt.
Auf Youtube wurde das Video bis heute (Stand: September 2020) über 31 Millionen Mal aufgerufen.

#### Kommerzieller Erfolg
Erwachsen sein konnte sich sowohl in Deutschland als auch in Österreich in den Single-Charts auf Platz 29 platzieren. In Deutschland hielt sich der Titel insgesamt 8 Wochen, in Österreich für 6 Wochen in den Charts.
| ChartsChartplatzierungen | Höchstplatzierung | Wochen |
| ------------------------ | ----------------- | ------ |
| Deutschland (GfK)        | 29 (8 Wo.)        | 8      |
| Österreich (Ö3)          | 29 (6 Wo.)        | 6      |

### Weitere Versionen mit Peter Maffay
Peter Maffay nahm den Titel noch mehrfach zusammen mit anderen Künstlern auf. 1998 sang er den Titel zusammen mit José Carreras auf seinem Album Begegnungen. 2015 interpretierte er ihn auf dem fünften Tabaluga-Konzeptalbum Es lebe die Freundschaft gemeinsam mit Udo Lindenberg. Im gleichen Jahr nahm er ihn im Rahmen der Aktion Ein Herz für Kinder gemeinsam mit Mario Adorf auf. 2017 sang er es für den ZDF an Weihnachten, zusammen mit der palästinensischen Sängerin Lina Sleibi, live aus der Bethlehmer Katharinenkirche.

### Weitere Coverversionen
Bereits 1995 nahm die Gruppe Once Again eine Coverversion des Songs auf. 2002 sang der Tenor Volker Bengl den Titel auf seinem Album Leb' deine Träume.
Spätere Coverversionen orientierten sich oftmals auch an der Scooter-Version Nessajas. So interpretierte der deutsche Sänger Alexander Marcus 2008 ebendiese für das Album Hands on Scooter, auf welchem mehrere Interpreten verschiedene Scooter-Hits neu aufnahmen, neu.
2010 veröffentlichte die Gruppe Adoro auf ihrem Album Glück eine neue Version von Nessaja. Helene Fischer brachte 2011 eine Liveaufnahme des Titels heraus. DJ Brainstorm coverte den Titel im Jahr 2012. Auf dem dritten Giraffenaffen-Sampler war 2014 Tim Bendzko mit dem Lied vertreten.
2015 veröffentlichte der deutsche Schlagersänger Axel Fischer eine Coverversion von Nessaja, wofür er auch mit dem Ballermann-Award in der Kategorie „Bester Cover Song“ ausgezeichnet wurde. Im gleichen Jahr veröffentlichte der Mundharmonikaspieler Michael Hirte eine Instrumentalversion des Liedes auf seinem Album Sehnsuchtsmelodien.
2019 veröffentlichte Alexander "Asp" Spreng mit seiner Gothic-Novel-Rockband ASP eine Coverversion von Nessaja als Bonustitel auf der Bonus-CD des Albums Kosmonautilus.
2019 sang Kristin Fairlie das Lied für die englische Tonspur des Tabaluga-Kinofilms auf Englisch mit dem Titel "I Never Wanted To Grow Old".
2024 nahm Emilio Sakraya eine Version für die elfte Staffel des TV-Formats Sing meinen Song – Das Tauschkonzert auf.